# Michael Stalherm

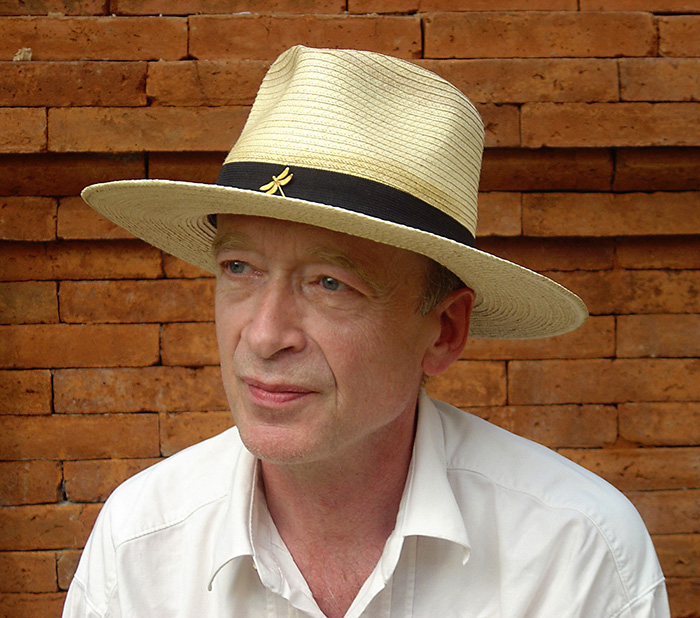
Michael Stalherm, 2007

Michael Stalherm (* 18. Oktober 1948 in Recklinghausen) ist ein deutscher Künstler. Er lebt und arbeitet in Berlin.

## Leben und Wirken
Michael Stalherm ist der jüngste Sohn des Oberarztes Carl Stalherm und Adelheid Stalherm, geb. Knappertsbusch. Als einjähriges Kind erkrankte er an Scharlach. Sein Vater steckte sich an und starb kurz darauf. Die alleinerziehende Mutter von fünf Kindern erlernte das Schneiderhandwerk und eröffnete 1955 ein Modegeschäft mit angeschlossenem Atelier. Stalherm erhielt in der Kindheit Geigenunterricht und besuchte das Gymnasium Petrinum Recklinghausen, anschließend das Gymnasium St. Kaspar in Bad Driburg. Bereits zu dieser Zeit war ihm das künstlerische Schaffen wichtig und wurde durch die Presse wahrgenommen.
Von 1971 bis 1974 studierte Stalherm an der Hochschule für Gestaltung in Basel. Nach dem Vorkurs besuchte er die Fachklasse Malerei und belegte anschließend Kunstgeschichte an der dortigen Universität. Eines der ersten Bilder kaufte das Kunstmuseum Basel. Bereits 1971 wurde der Museumsdirektor Thomas Grochowiak auf den damaligen Studenten aufmerksam. Es folgten daraufhin mehrere Gruppenausstellungen im Schloss Wolfsburg, im Kunstmuseum Bochum, in Stuttgart, im Schloss Oberhausen und der Kunsthalle Recklinghausen.
Stalherm übersiedelte 1978 nach Berlin und war dort Mitarbeiter im Neuen Berliner Kunstverein. Von 1978 bis 1980 lebte und arbeitete er in Paris. Nach seiner Rückkehr nach Berlin war er 1984 Mitarbeiter in der Akademie der Künste bei der Ausstellung Berlin um 1900 (Eberhard Roters), Mitarbeiter beim Renaissance- und Schiller-Theater sowie 1985 als Bühnenmaler in der Freien Volksbühne (Hans Neuenfels).
Ein Jahr nach dem Fall der Berliner Mauer kaufte Stalherm ein Grundstück auf der Halbinsel Stralau an der Spree und gründet dort 1991 die Naturkunst-Freiluftgalerie Garten der Künste. Gleichzeitig legte er ein Archiv zur Geschichte des ehemaligen dortigen Fischerdorfs an. Alljährlich wurden wechselnde Ausstellungen mit Natur-Künstlern als auch eine historische Ausstellung gezeigt. Die letzte Ausstellung fand 2001 statt, seit 2002 ist der Garten geschlossen. Er war Produzent und Herausgeber der Stadtteil-Zeitung Stralauer Anzeiger und engagiert sich kritisch zur Berliner Stadtentwicklung. Im Jahr 2006 errichtete Stalherm dort ein von ihm entworfenes Atelierhaus.

## Künstlerische Arbeit
In seinen ersten Bildern zeigte Stalherm Szenen aus der Psychiatrie. Er experimentierte mit lebenden Materialien wie Leuchtbakterien und Termiten. In seinen Zeichnungen setzt er sich mit Grundphänomenen der Menschheit auseinander. Er entwirft einen eigenen Kosmos der Zeichen und zeigt die Entstehung von Zeichen und Zeichnungen durch die Einflüsse der Geschichte, der Erziehung und der Medien.
In den 1990er Jahren stand das Thema Naturkunst im Mittelpunkt seiner Arbeit. Nach dem Jahr 2000 konzentrierte er sich in zahlreichen Bildern und Zeichnungen auf das Thema „Meerkunst“. Seit 2009 fand eine Verschiebung seines Werks statt. Er arbeitet nun fast ausschließlich mit Bleistift. In gegenständlichen, präzisen Zeichnungen widerspiegeln sich unwirkliche Bilderfindungen, ein Spiel mit der künstlerischen Form unter maximaler Spreizung der Grauwertskala.

## Ausstellungen (Auswahl)
Stalherms Werke wurden u. a. in der Manifest Gallery in Cincinnati (Ohio) gezeigt. In zahlreichen Ausstellungen gingen seine Werke in die Schweiz, die USA, nach Deutschland, Italien, Frankreich und Monaco.
- 1971: „Das offene Museum“, Basel, „Injektionen“ (Performance)
- 1972: Kunstkredit, Basel; Kunsthalle Basel
- 1973: „Kunst und Umwelt“, Schloß Wolfsburg;[6] Kunstkredit Basel
- 1973: „Kunst und Technik“, Museum Bochum;[6] Galerie Mascotte, Basel
- 1974: Kunsthalle Basel
- 1975: Forum junger Kunst, Stuttgart; „Akt ´75“, Kunsthalle Recklinghausen, Kunsthalle Basel
- 1976: „Akt ´75“, Schloß Oberhausen; Kunsthalle Basel
- 1977: Kunstmuseum Bochum; Kunsthalle Basel
- 1978: Schloß Wolfsburg; Galerie Fischer, Kiel
- 1979: Cité Internationale des Arts, Paris; Grand Prix de Monte Carlo, Monaco
- 1979: Freie Berliner Kunstausstellung, bis 1991
- 1980: Kunsthalle Basel; Galerie der Berliner Festspiele, BBK
- 1987: Kunstprojekt „Die Anweisung“, Großwerbeflächen - Bemalung, Yorkstraße, Berlin
- 1987: Wissenschaft - und Technikmuseum, Milano, Sinantropo Associazione Culturale
- 1991: Garten der Künste, „Der Stralauer Fischzug“, Multimediainstallation
- 1994: Ausstellungskahn Renate-Angelika der Berlin-Brandenburgischen Schiffahrtsgesellschaft e. V., „Der Stralauer Fischzug“, Multimediainstallation[7]
- 1995: Garten der Künste, „Natural Translations“, („La natura fa il conto“)
- 1996: Garten der Künste, „SENSORAMA“, Garten der Sinne
- 1997: Garten der Künste, „Das Sphinx-Park Projekt“
- 1998: Garten der Künste, „Kunstsaat“
- 1999: Garten der Künste, „Empire of Nature“
- 2000: Garten der Künste, „Störfaktor Natur“
- 2001: Garten der Künste, „Ten years after“, Zehn Jahre GARTEN DER KÜNSTE
- 2001: Galerie Zeitraum, „Termiten sind unter uns“
- 2009: 25. Lange Nacht der Berliner Museen, Kulturforum, The Big Draw
- 2013: art Karlsruhe, one artist show, Galerie WHITECONCEPTS Berlin
- 2013: BLOOOM Award, art fair Köln 2013
- 2013: swiss art space, International Exhibition of Drawing, Lausanne, Schweiz
- 2013: Kunstauktion des Rotary Clubs München International
- 2014: art Karlsruhe, one artist show, Galerie WHITECONCEPTS Berlin
- 2015: art Karlsruhe, Galerie WHITECONCEPTS Berlin
- 2015: Variety in Graphical Techniques and Topics[8] im Kulturklub im Europäischen Patentamt München
- 2015: Kunstauktion des Rotary Clubs München International
- 2016: art Karlsruhe, one artist show
- 2016: „Pen in space“ Galerie WHITECONCEPTS, Berlin[9]
- 2019: Remise Berlin, Soloshow
- 2019: „GRAPHIT#1“, Gruppenausstellung, Galerie Rasch, Kassel[10]

## Stipendien und Auszeichnungen
- 1964–1968: Auszeichnungen und Preise im Theaterspiel und außerschulischen Kunstwettbewerben
- 1971: Ausbildungsstipendium der Stadt Basel
- 1978–1980: Stipendium des Kultusministerium von NRW in der Cité Internationale des Artes in Paris.
- 2013: Nominierung für den BLOOOM Award

## Bücher, Veröffentlichungen
- Katalog zur Ausstellung Forum junger Kunst, Staatliche Kunsthalle Baden-Baden, Gemälde, Württembergischer Kunstverein Stuttgart, 1975.[11]
- Akt’ 75. Katalog zur Ausstellung in der städtischen Kunsthalle Recklinghausen, 1975.[12]
- Herausgabe der Zeitung The Whaschmington Post. Sonderausgabe zur Hochrüstung. 1982.
- Herstellung der Bücher Hundertfünfzig Strichproben vom Strichwahn und Zeichengrammatik. 1983
- 1993–2000: Herausgabe der Zeitung Stralauer Anzeiger[4]
- Der Stralauer Fischzug, Erinnerungen an Berlins größtes Volksfest. Edition Art Stralau, 2007.
- Zeichnungen mit Bleistift 1974–2014. Edition Art Stralau, 2015, ISBN 978-3-00-047707-2.